# Algemene Begraafplaats van Groede
De Algemene Begraafplaats van Groede is een gemeentelijke begraafplaats in het Nederlandse dorp Groede (Sluis) in de provincie Zeeland. De begraafplaats ligt langs de Traverse op 300 m ten westen van het dorpscentrum (Markt). Ze heeft een rechthoekig grondplan met een oppervlakte van 6000 m² en wordt omsloten door een haag en bomen. De toegang bestaat uit een dubbel traliehek tussen metalen zuilen. Het terrein wordt door twee rechte evenwijdige paden verdeeld met aan beide zijden percelen met graven.

## Britse militaire graven
In de noordelijke hoek van de begraafplaats liggen 3 Britse oorlogsgraven uit de Tweede Wereldoorlog. De graven zijn van Maurice William Tedcastle, luitenant bij de Royal Naval Volunteer Reserve en Eric Mothershaw, kanonnier bij de Royal Artillery. Een derde graf is van een niet geïdentificeerde zeeman van de Royal Navy. Zij staan bij de Commonwealth War Graves Commission geregistreerd als Groede General Cemetery.